# Гардерен
Гардерен (нід. Garderen) — село в нідерландській провінції Гелдерланд. Входить до муніципалітету Барневелд.
До 1818 року мало статус окремого муніципалітету.

## Галерея

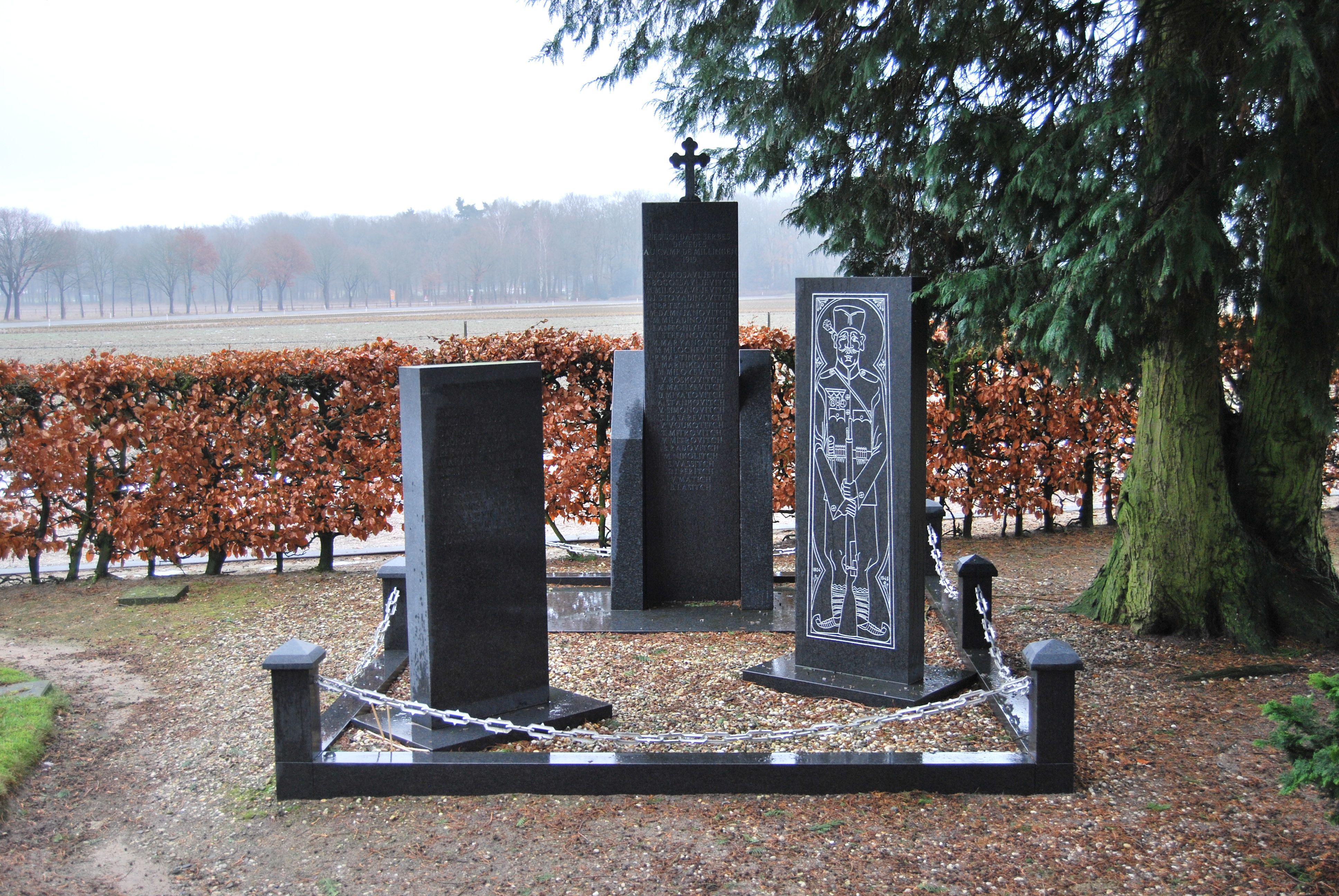
Монумент сербським воякам, померлим в селі після Першої світової війни
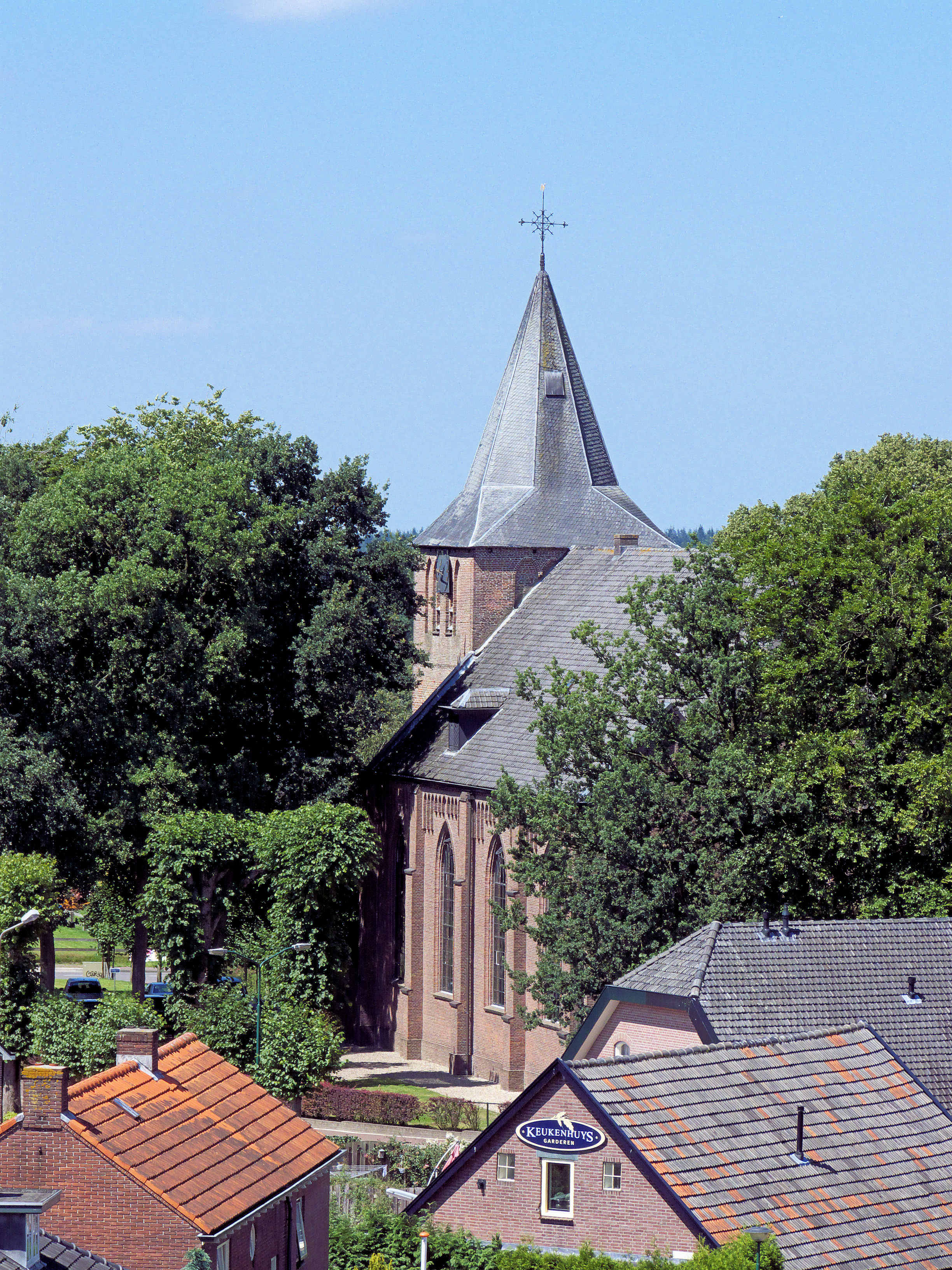
Сільська церква
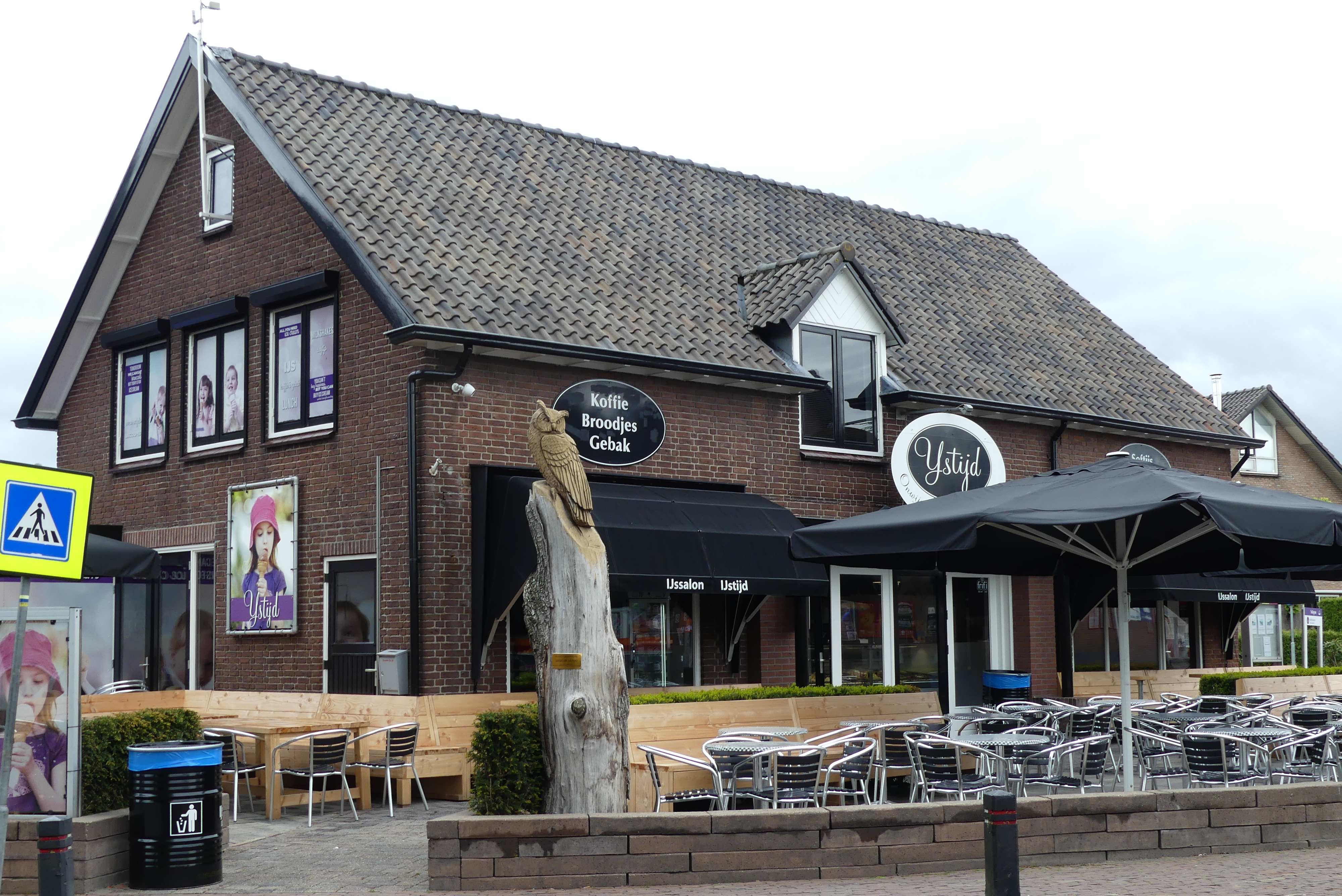
Кафе-морозиво
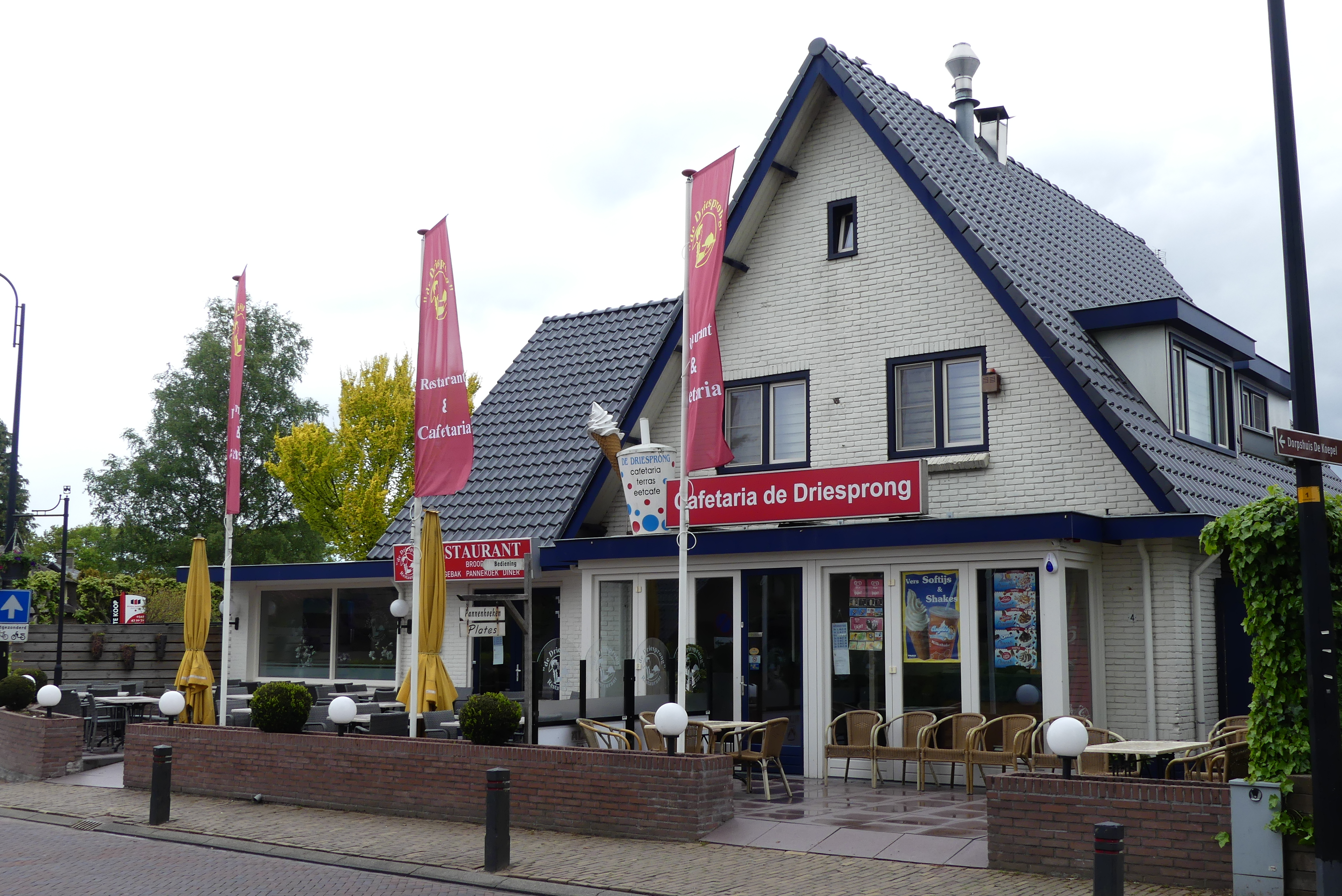
Снек-бар